# Jeanette Myburgh
Jeanette Evelyn Myburgh, née le 16 septembre 1940, est une nageuse sud-africaine.

## Biographie
Aux Jeux olympiques d'été de 1956 à Melbourne, Jeanette Myburgh est médaillée de bronze olympique du relais 4x100 mètres nage libre (avec Moira Abernethy, Natalie Myburgh et Susan Roberts), et est éliminée en série du 100 mètres nage libre.